# Kumavşarı, Acıpayam
Kumafşarı là một thị trấn thuộc huyện Acıpayam, tỉnh Denizli, Thổ Nhĩ Kỳ. Dân số thời điểm năm 2010 là 1.182 người.